# Цзиньчжоуская операция
Цзиньчжоуская операция (англ. Jinzhou Operation) — операция Квантунской армии Японской империи против войск Китайской республики, проводившаяся в конце 1931 года во время японской интервенции в Маньчжурию.

## Ход операции
В то время как другие японские и коллаборационистские маньчжурские войска рассредоточились со своих баз вдоль железнодорожных линий Южно-Маньчжурской железной дороги, чтобы очистить сельскую местность, из Мукдена, японского штаба в Маньчжурии, командующий Квантунской армией Сигэру Хондзё отправил бригаду 12-й пехотной дивизии — 10 000 пехотинцев в 13 эшелонах. Она ночью двинулась на юг при поддержке эскадрильи японских бомбардировщиков, чтобы заставить китайцев оставить Цзиньчжоу.
В 30 километрах от Цзиньчжоу бригада была остановлена из-за принятия предложения Лиги Наций о создании демилитаризованной полосы между Китаем и оккупированными японцами территориями. Однако переговоры сорвались, а в Японии к власти пришло более агрессивное правительство. Оно одобрило увеличение численности войск в Маньчжурии, куда стали прибывать части из Кореи и Японии. 
Новое наступление началось 21 декабря. Оно было объявлено как операция против «бандитов», захвативших власть в некоторых районах после наступившего хаоса из-за падения китайского правительства. Большинство «бандитов», правда, были бойцами Антияпонской армии добровольцев, хотя встречались и мародёры. Японцы оценили силы китайцев в 84 000 человек и 58 орудий. Они располагались в двух системах окопов вокруг Цзиньчжоу: передний край находился в 30 километрах к северу от города и частично проходил по реке Талин; вторая линия окопов полностью окружала город. 
Войска японского генерал-лейтенанта Дзиро Тамона осторожно продвигались на юг от Мукдена. Температура была минус 30, и японские войска были одеты в белые масхалаты. Японские самолеты-разведчики сообщили о наличии отряда численностью не менее 3000 китайских «бандитов» у Паньшаня. Отбросив противника в серии мелких столкновений, японцы подошли к Губанцзы, в 50 километрах к северу от Цзиньчжоу, но, не встретив сопротивления, к 31 декабря авангардом вышли за пятнадцать километров от Цзиньчжоу на берег реки Талин. Генерал Тамон обратился к войскам с речью перед решающей атакой. Неожиданно китайцы отступили, и 3 января город был занят императорской армией.
На следующий день после падения Цзиньчжоу японцы вступили в Шаньхайгуань, завершив захват южной Маньчжурии.